# Rapier (ракета)

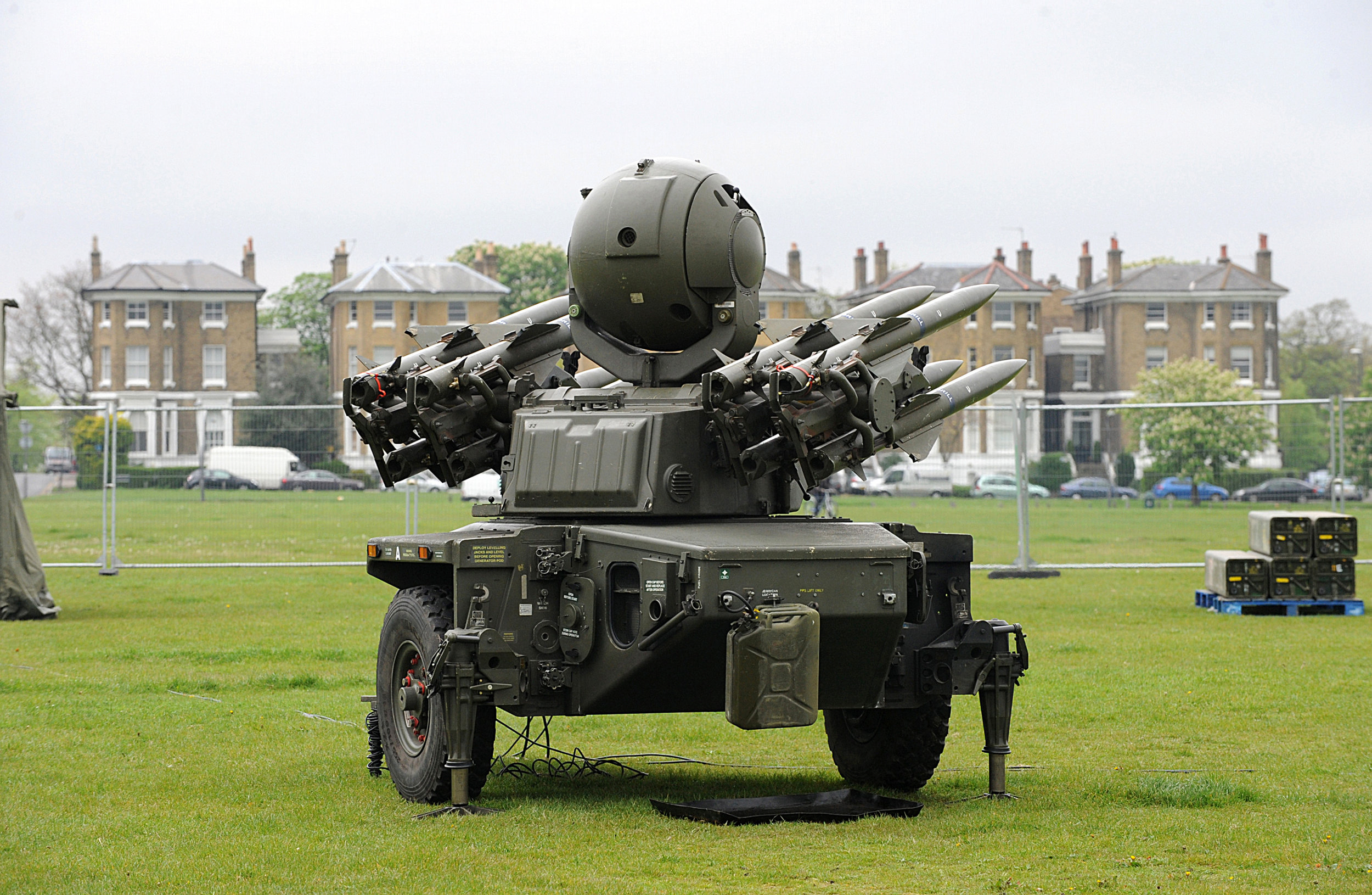
Солдати заряджають ракетну систему Rapier під час навчань з безпеки на Олімпійських іграх у Лондоні

Rapier, рапіра — це ракета класу «земля-повітря», розроблена для британської армії заради заміни буксированих зенітних установок Bofors 40/L70. Ця система незвичайна, оскільки використовує ручну оптичну систему наведення, яка надсилає команди ракеті в польоті по радіоканалу. Це забезпечує високий рівень точності, тож велика боєголовка тут не потрібна.
«Рапіра» керується удосконаленою РЛС стеження DN-181, яка може забезпечувати кольорове зображення місцевості у радіусі 23 км, розрізняти літаки свої та супротивника завдяки власному пристрою розпізнавання, а також показувати загрозу радіоелектронного обману окремими позначками. На прицілі позначені зенітні вхідні двері та коридори, а на літаки, котрі літають у коридорі, накладено обмеження щодо стрільби.
Надійшовши на озброєння 1971 року, вони зрештою замінили всю іншу зенітну зброю британської армії: як гармати Bofors, що використовуються проти цілей на низькій висоті, так і ракети Thunderbird, котрі застосовуються проти цілей на великій відстані та на більшій висоті. Оскільки з часом, очікувана повітряна загроза перемістилася від стратегічних завдань на середній висоті до ударів з низької висоти, швидкий час реакції та висока маневровість Рапіри, зробили її дієвішою за будь-який із тоді наявних видів зброї, замінивши більшість із них до 1977 року.

## Історія
Впровадження ракет середньої дальності «земля-повітря» або керованої зброї «земля-повітря» (SAGW), як вони відомі у Великій Британії, призвело до того, що польоти на середніх або великих висотах поблизу лінії фронту, стали майже самогубними. У відповідь, військово-повітряні сили почали впроваджувати літаки та зброю, призначені для застосування на низьких висотах, які використовували форми рельєфу, щоби перешкоджати огляду літака радіолокаційними системами на ракетах.
Наприкінці 1950-х років британська армія вважала цю загрозу значною, оскільки нові літаки, такі як Су-7, стали поширеними, а проекти з іще більш високими характеристиками були в розробці. Проти літаків які літають низько, підходили тільки зенітні гармати, котрі можна було швидко розвернути і вистрілити за лічені секунди. Однак відносно малий радіус дії їхніх гармат Bofors 40/L56 означав, що вони мали лише дуже короткий проміжок часу, протягом якого літак був досить близько, щоби вести вогонь.
Щоби покращити це, армія почала розробку значно вдосконаленої зброї, відомої як «Червона королева». Для цього використовувався великий 42-мм (1,7 дюйма) снаряд у поворотній гарматі для високої швидкострільності. Попри певний поступ, 1959 року Генеральний штаб дійшов висновку, що гармати більше не можна використовувати проти сучасних літаків. Для своїх невідкладних потреб вони придбали новий Bofors 40/L70, а на довгострокову перспективу почали розробку нової ракети для зброї швидкого реагування малої дальності, відомої як система Light Anti-Aircraft (LAA).
Початковий конкурс проектів був виграний British Aircraft Corporation (BAC) 1960 року, та отримав назву розробки PT.428. Для цього потрібна була система, яку можна було б перевозити на одній 4-тонній вантажівці Bedford TK. Система була навмисно розроблена таким чином, щоб у розібраному вигляді поміщатися як один вантаж у вертоліт Fairey Rotodyne. Установка була досить просунутою, і містила автоматизовані радари пошуку та відстеження, окрему телевізійну камеру для ідентифікації цілей і вісімнадцять ракет у двох коробах із дев’ятьма снарядами.

## Огляд
Коли проєкт PT.428 закінчився 1961 року, BAC почав розглядати менш дорогі варіанти на основі тієї ж загальної концепції. У цей час Колін Барон і Джон Твінн з Royal Aircraft Establishment розробляли оптичну напівавтоматичну систему команд прямої видимості (SACLOS). Використовуючи це з ракетою PT.428, і створено концепцію Sightline, яка була набагато дешевшою, ніж оригінальна версія з радіолокаційним наведенням.

### Рапіра
У міру розвитку ставало дедалі очевиднішим, що Рапіра є набагато грізнішою зброєю, ніж очікувалося спочатку. Оптична система стеження була настільки точною, що ракета майже завжди влучала в літак, тож навіть із маленькою боєголовкою та відсутністю контактного підривника, вона майже напевно гарантувала знищення. Також стало зрозуміло, що радіолокаційна система попередження буде неоціненною в польових умовах.
Дехто з австралійського персоналу Woomera розпочав 1965 року розробку системи тренажера, щоби зрозуміти та налаштувати систему ручного наведення. Він складався із джойстика від оптичного трекера Rapier, який спричиняв рух проєктованого зображення ракети.  Система була завершена 1968 року, і під час початкових випробувань здалося, що відстеження є серйозною проблемою, та британська армія була стурбована тим, що систему просто не зможе опанувати пересічний стрілець. Однак деякі вади зрештою було вирішено шляхом впровадження механічного зворотного зв’язку в джойстик, щоби він точніше відповідав труднощам, з якими ракета мала б реагувати на різні вхідні сигнали.
У 1980-х роках у Стівеніджі було створено нову систему тренажерів. Він складався з напівсферичного купола радіусом 10 метрів (33 фути), внутрішня поверхня якого використовувалася як кіноекран, на який накладалися зображення місцевості. Лазер на парах міді, проєктував зображення цілей і ракет у польоті поверх фонового зображення, тоді як менший гелій-неоновий лазер, створював спалах відстеження Rapier. У центрі купола було розміщено повний блок націлювання Rapier, його сигнали наведення фіксувалися та надсилалися на симулятор для оновлення положення ракети. Спроєктоване лазерне зображення було достатньо яскравим, аби його можна було відстежувати тепловізорами, що дозволяло використовувати його з оновленими версіями Darkfire Rapier з їхніми інфрачервоними камерами чи іншими ракетами інфрачервоного пошуку, такими як Stinger. Ця система продавалася окремо для використання з іншими ракетними системами під назвою British Aerospace Microdome.

### Радар сліпого вогню, FSA

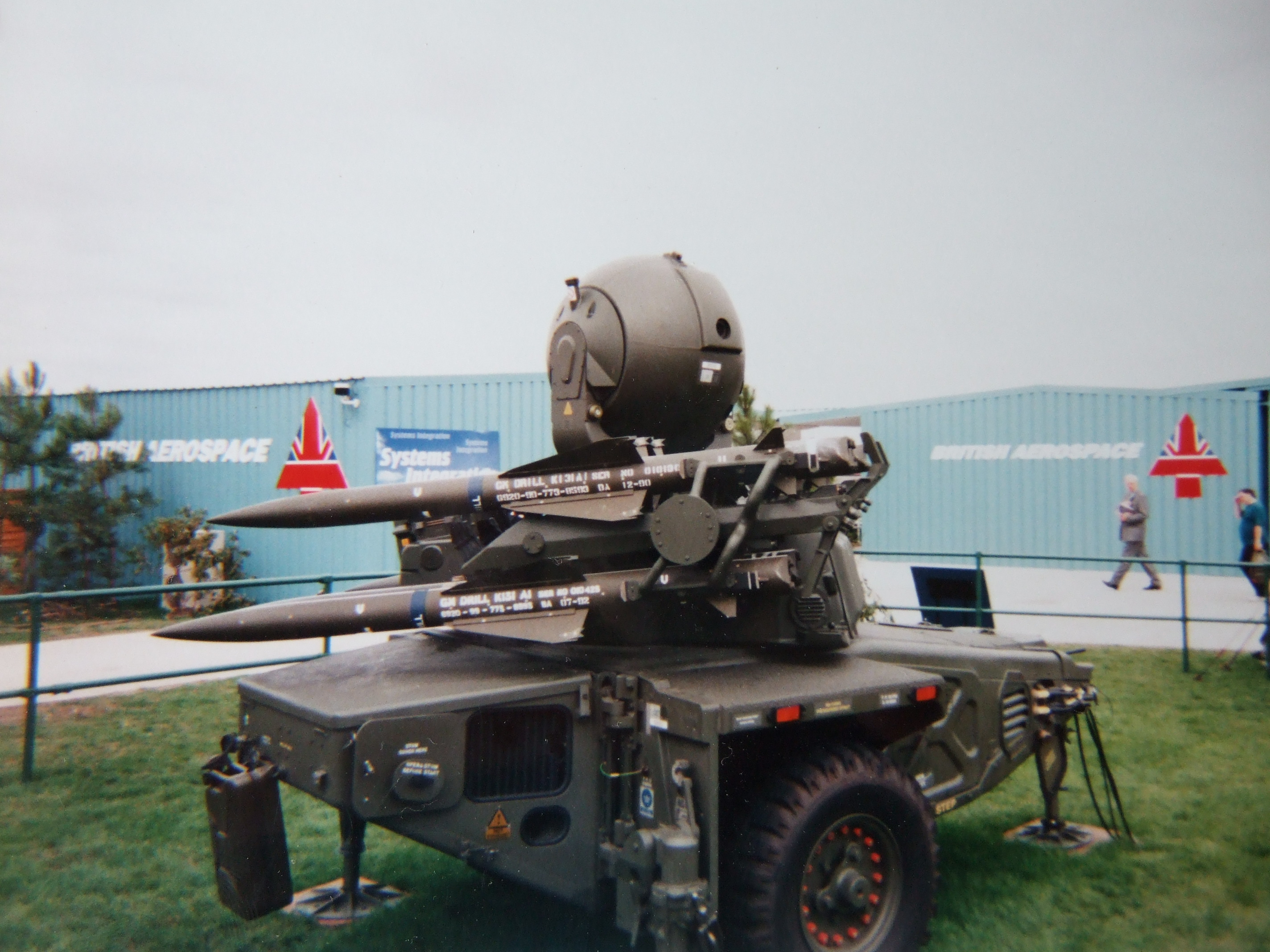
Пускова установка Джернас. Оптичний трекер знаходиться згори, є вбудований генератор, а загальна висота значно зменшена.

Попри точність і просту у використанні, оригінальна система Rapier явно страждала від відсутності здатності працювати за будь-яких погодних умов. Щоби задовольнити цю потребу, BAC розпочав роботу над окремим блоком радіолокаційного наведення, насамперед для покращення продажів за кордоном. Це призвело до появи радара Marconi DN 181 «Blindfire» 1970 року, перші зразки якого були продані іранській армії 1973 року.

### Рапіра 2000 року
1992 року, невдовзі після появи Rapier 90, у MBDA (раніше Matra BAe Dynamics) розпочалася ще одна велика серія удосконалень. З'явившись як "Rapier 2000" або "Field Standard C" (FSC), система досягла своєї остаточної форми. Розробка системи FSC почалася наприкінці 1980-х років, і установки вперше надійшли на озброєння 1996 року. На той час холодна війна закінчилася, і можливості британської протиповітряної оборони були значно скорочені, з меншою кількістю батарей.
FSC була майже новою системою, хоча Blindfire мало змінена, і вона могла стріляти як ракетами Mk 1, так і Mk 2. Радар огляду було вилучено з пускової установки тож він став окремим елементом, і кожна пускова установка тепер мала вісім ракет.
Оскільки ракети все більше покладаються на радіолокаційне наведення після появи Blindfire, було сенс оновити оригінальний пошуковий радар до чогось набагато сучаснішого. Це було забезпечено Alenia Marconi «Dagger (кинджал)»,] тривимірним імпульсним допплерівським радаром з інтегрованою системою Cossor IFF Mark 10. «Кинджал» встановлено на власному причепі, тому обтічник на верхній частині пускового блоку більше був не потрібен.

## Технічні дані докладно
Система озброєння складається із п'яти важливих частин:
- Ракетна установка містить пошукову РЛС та ракети. Пошуковий радар розташовано під обтічником і здійснює оберт один раз на секунду. Це імпульсний доплерівський радар, що працює в F-діапазоні. Радар обладнаний фазованими антенними ґратками і використовується для відстеження літаків. Дальність виявлення становить 11,5 км. Крім того, пускова установка містить головний комп'ютер системи та пристрій розпізнавання  IFF (Friend or Foe Recognition) — «Свій-Чужий». У передній частині пускової установки знаходиться командна антена (J-діапазону), яка посилає команди керування ракеті в польоті.

- Радар стеження робить систему придатною для будь-яких погодних умов. Як і пускова установка, він знаходиться на пересувному шасі і використовується для точного вимірювання і локалізації цілі та ракети у польоті. Це моноімпульсний радар з перебудовою частоти, який працює в K-діапазоні і слугує радаром керування вогнем. РЛС супроводу може наводити керовану ракету на ціль самостійно і без навідника. Пошуковий радар здатен з'ясувати лише азимутальний кут цілі, що наближається. Після цього або навідник, або радар супроводу повинні означити кут орієнтації, щоби мати можливість точно визначити ціль. У негоду, це завдання лягає винятково на РЛС супроводу.

- Прицільним пристроєм є робоче місце навідника. Ракети можуть наводитися як радаром супроводу, так і навідником.   Якщо пошукова РЛС виявляє ціль, навідник повинен спробувати навести на ціль свою оптику. Пускова установка (пошукова РЛС) забезпечує пристрій прицілювання (і РЛС супроводу) лише тим кутом азимуту, на який він налаштований. Потім навідник визначає кут орієнтації та стежить за ціллю крізь оптику наведення за допомогою «джойстика». У більшості випадків радар супроводу точно захоплює ціль перед навідником під кутом орієнтації. З точки зору керування ракетами та супроводу цілей, Rapier є системою SACLOS.

- Пульт керування – це робоче місце стрільця. Він має екран радара (від пошукової РЛС) та управляє запуском керованої ракети за допомогою цього пристрою.

- Електропостачання забезпечується двома агрегатами. Це 4-циліндрові бензинові двигуни. Генератор видає потужність 10 кВА при 200 В та 400 Гц.

Вся система може керуватись двома особами. Наведення ракет здійснюється або за допомогою РЛС супроводу (імовірність влучення 95%), або за допомогою навідника на прицілі (ймовірність поцілення близько 70%), водночас якщо це можливо використовується РЛС супроводу. До того-ж, одночасно можна битися лише з однією ціллю, оскільки це не зброя на зразок «вистрілив-забув».
- Маса — 45 кілограм (99 фунтів)
- Довжина — 2,235 метри (88,0 дюйми)
- Діаметр — 0,133 метри (5,2 дюйми)
- Бойова частина — Уламково-фугасна боєголовка ближньої дії
- Підривний пристрій — Неконтактний хімічний підривник
- Двигун — твердопаливний ракетний
- Розмах крил — 0,138 метри (5,4 дюйми)
- Оперативні межі — 400...8200 метрів (1300...26900 футів)
- Стеля польоту — 3000 метрів (9800 футів) (ракета Mk1), 5000 м (16000 футів) (Mk2)
- Найбільша швидкість — 3 Маха (3700 км/год; 2300 миль/год)
- Межа маневру — 30 градусів
- Термін придатності — 15 років

Країни, які їх використовують:      
- Іран
- Кенія
- Малайзія
- Оман
- Сінгапур
- Швейцарія
- Туреччина
- Об'єднані Арабські Емірати
- Об'єднане Королівство
- Замбія [11]